# Михайловская крепость
Михайловская крепость, или крепость Батум, — российская крепость в Батуме, существовавшая в 1887—1918 годах.

## История
Когда после русско-турецкой войны 1877—1878 годов Батум вошёл в состав Российской империи, то было решено построить вблизи него укрепление, которое было названы Михайловским в честь Великого князя Михаила Николаевича, наместника императора на Кавказе и командующего Кавказской армией. В 1887 году, когда началось строительство ещё трёх укреплений, была официально образована Михайловская крепость.
Крепость включала форт № I («Алидле»), который строился в 1887—1891 годах, форт № II («Кохаберский»), который строился в 1887—1893 годах, форт № III (укрепления, находившиеся у средневековой крепости Тамары у устья реки Королисцкали) и форт № IV («Малая Самеба»), который строился в 1888—1891 годах. В 1899—1904 года на восточной окраине Батуми был построен форт № V.
В 1889—1908 году в состав частей крепости входил Михайловский крепостной пехотный батальон, существовала также Михайловская крепостная сапёрная рота.
К 1905 году вооружение Михайловской крепости оказалось безнадежно устаревшим и в феврале 1909 года крепость была упразднена. Но в 1910 году было решено её восстановить и модернизировать. Строительство отдельных укреплений продолжалось до осени 1914 года.
Во время Первой мировой войны 10 (23) декабря 1914 года одна из береговых батарей Батума вели перестрелку с крейсером «Гёбен». Форты Михайловской крепости никакого участия в войне не принимали.
15 апреля 1918 года Батум заняли турецкие войска. Штаб и управления крепости были расформированы 24 мая 1918 года. На этом история Михайловской крепости завершилась.